# Quazepam
Quazepam é um fármaco do grupo das benzodiazepinas de ação curta.